# Abdelaziz bin Mohámed
Imam Abdul Aziz bin Muhammad bin Saud (en árabe: عبد العزيز بن محمد بن سعود‎) (d. 1803) fue el segundo gobernante del Primer Estado saudita e hijo de Muhammad bin Saud. Fue también yerno de Muhámmad ibn Abd-al-Wahhab. Gobernó desde 1765 hasta 1803.

## Reinado
Durante su reinado, el dominio de la Casa de Saúd se extendió en Riad con la victoria de Abdul Aziz. Esta victoria permitió que la Casa de Saúd gobernara todo el Najd. Su éxito militar y enfoque ortodoxo de la religión les ganaron gran apoyo en el área. Su posición también fue impulsada por la práctica de Abdul Aziz de mantener reuniones abiertas donde los ancianos tribales podían reunirse con él, permitiendo el acceso a su gobernante.

## Masacre y saqueo de los santuario chiitas
En 1801 (1216 después de la héjira), el emirato de Diriyyah (primer estado saudita) bajo su gobierno atacó Kerbala que tomó y lo intentó sin éxito dos veces contra Náyaf en Irak. Masacraron a miles de la población chiita, robaron suficiente botín precioso como para cargar 4.000 camellos y destruyeron la cúpula sobre la tumba de Husayn ibn Ali.

## Muerte
En 1803, Abdul Aziz fue asesinado por un hombre de A'amarah en Irak con un estilete, cuando Abdul Aziz lideraba la Asr Salat (oración de la tarde) en Diriyah.
| Predecesor: Muhammad bin Saud | Imam del Primer Estado saudí 1765–1803 | Sucesor: Saud bin Abdul Aziz bin Muhammad bin Saud |

- Datos: Q41755960